# 埃里克·阿尔姆格伦
埃里克·阿尔姆格伦（瑞典語：Erik Almgren，1908年1月28日—1989年8月23日），瑞典男子足球运动员，司职中场。他曾代表瑞典国家队参加1938年国际足联世界杯。他也曾入选1936年夏季奥林匹克运动会瑞典男子足球队阵容，但并未上场参赛。